# Université Paris 1 Panthéon-Sorbonne

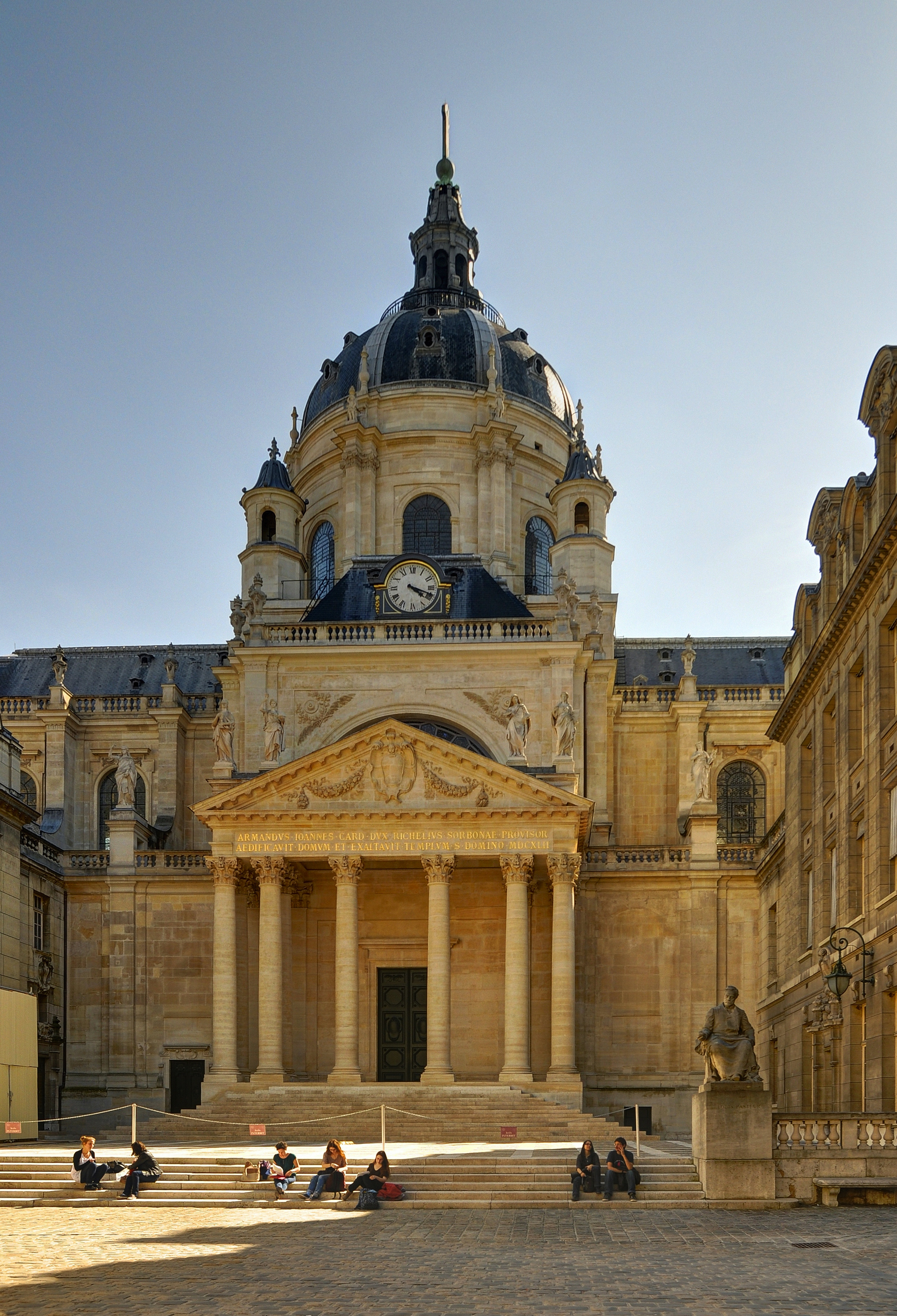
Universitätskapelle Sainte-Ursule, einer der Eingänge des Universitätsgebäudes Sorbonne

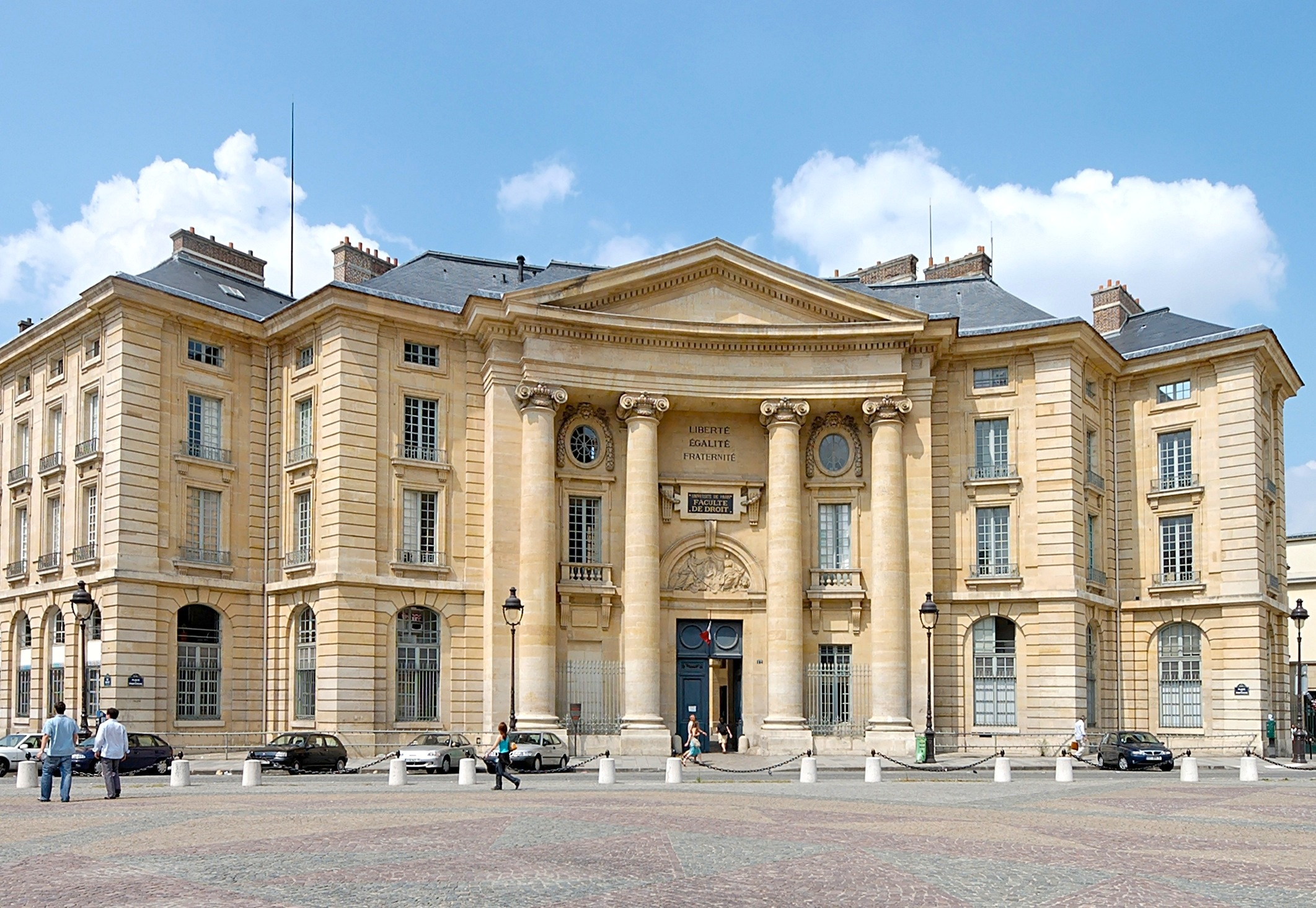
Hauptgebäude, unweit des Panthéon

Die Université Paris 1 Panthéon-Sorbonne ist eine der 13 Nachfolgeinstitutionen der 1970 aufgespaltenen Universität von Paris, der Sorbonne. Ihre Hauptverwaltungsgebäude liegen mitten im Quartier Latin, sie hat jedoch auch Standorte in mehreren anderen Arrondissements sowie Ägypten und der Türkei. Die Hochschule wurde 1971 von einem Teil der Professoren der Fakultät für Sprach- und Geisteswissenschaften sowie der Fakultät für Rechts- und Wirtschaftswissenschaften der ehemaligen Universität von Paris gegründet.
Namensgeber der Hochschule ist das Universitätsgebäude Sorbonne, das sie sich mit mehreren anderen Universitäten teilt, sowie das Panthéon, in dessen unmittelbarer Nähe sich das im späten 18. Jahrhundert von Jacques-Germain Soufflot entworfene Gebäude der einstigen Rechtswissenschaftlichen Fakultät der Universität von Paris befindet. Die Universität Panthéon-Sorbonne teilt sich dieses Gebäude mit der ebenfalls 1970 entstandenen Universität Panthéon-Assas. Im Zuge der Aufspaltung der Universität von Paris entschlossen sich nämlich einige Rechtswissenschaftler, Teil der neuen interdisziplinären Panthéon-Sorbonne zu werden, während 88 der insgesamt 108 Rechtswissenschaftler die Universität Panthéon-Assas als primär rechtswissenschaftliche Universität begründeten.
Paris I ist gegliedert in 14 Fakultäten (UFR), 4 Institute; des Weiteren besitzt die Universität ein Fernstudienzentrum, ein Weiterbildungszentrum und einen Universitätsverlag.
Mit 42.000 Studierenden (davon 8.000 ausländische Studenten) ist sie die größte Hochschule mit geisteswissenschaftlichen Studiengängen in Frankreich.
Die Paris I war Gründungsmitglied der HESAM Université (Hautes Écoles Sorbonne Arts et Métiers); aus dieser Gemeinschaft ist sie allerdings am 16. November 2016 ausgetreten.

## Entstehung der Universität
Als Folge der Ereignisse im Mai 1968 wurde die Universität von Paris durch die sogenannte Faure-Reform zum Jahreswechsel 1970/71 in 13 neue Universitäten aufgeteilt. Nach Veranlassung der Professoren François Luchaire (Öffentliches Recht), Henri Bartoli (Wirtschaft) und Hélène Ahrweiler (Geschichte) wurde die Universität Paris 1 Panthéon-Sorbonne als Zusammenschluss von jeweils einem Teil der rechts- und wirtschaftswissenschaftlichen Fakultät (Panthéon) sowie der Fakultät für Geistes- und Sozialwissenschaften (Sorbonne) gegründet. Sie umfasste nach ihrer Gründung die Rechtsschule der Sorbonne, die Institute für Kunst sowie Geschichte der Sorbonne, die Institute für Geographie sowie Betriebswirtschaftslehre, einen Teil des Instituts für Kunst und Archäologie (ein anderer Teil ging an die Universität Paris IV) sowie das Institut für Wissenschafts- und Technikgeschichte. Während sich der größte Teil der Wirtschaftsprofessoren der früheren Jura- und Ökonomiefakultät für die pluridisziplinäre Universität Paris I entschied, gingen die meisten Juristen, vor allem die Privatrechtler und Rechtshistoriker, an die spezialisierte Universität Paris II (Panthéon-Assas).
Seit der Gründung der Paris I ist ein Wachstum der Studierendenzahl von über 50 % zu beobachten, während der Anteil an Doktoranden auch konstant steigt. Dieses Wachstum, begleitet von der Entwicklung neuer Disziplinen wie Wirtschafts- und Sozialverwaltung, Angewandte Mathematik und Sozialwissenschaften, erforderte die Zuweisung neuer Lokalitäten, die die Erweiterung der Universität begünstigt hat: dazu kamen das Centre Saint-Charles für die Bildende Kunst (1973), das Centre Tolbiac (heutzutage Centre Pierre-Mendès-France (1973)), das Centre de Recherches historiques et juridiques de la rue Mahler (1972), das Centre René-Cassin für den Bachelor in Recht (1990), das Maison des sciences économiques (1998) für die Forschung in der Disziplin Wirtschaftswissenschaft und das Centre Broca (2001).

## Die Präsidenten der Université Paris 1 Panthéon-Sorbonne
| Präsidenten                | Dauer des Mandats                                                  |
| -------------------------- | ------------------------------------------------------------------ |
| François Luchaire          | 1970–1976, Präsident der verfassungsgebenden Versammlung 1970–1971 |
| Hélène Ahrweiler           | 1976–1981                                                          |
| Pierre Bauchet             | 1981–1982                                                          |
| Jacques Soppelsa           | 1982–1989                                                          |
| Georges Haddad             | 1989–1994                                                          |
| Yves Jégouzo               | 1994–1999                                                          |
| Michel Kaplan              | 1999–2004                                                          |
| Pierre-Yves Hénin          | 2004–2009                                                          |
| Jean-Claude Colliard       | 2009–2012                                                          |
| Philippe Boutry            | 2012–2016                                                          |
| Georges Haddad (2. Mandat) | 2016–2020                                                          |
| Christine Neau-Leduc       | seit 2021                                                          |

## Alumni
- Ronny Abraham (* 1951), französischer Jurist
- Philippe Aghion (* 1956), französischer Ökonom
- Hamid Algabid (* 1941), nigrischer Politiker
- Dorothée Boccanfuso (* 1970), französische Ökonomin
- Luc Chatel (* 1964), französischer Politiker
- Pierre-André Chiappori (* 1955), monegassischer Ökonom
- Klaus Evard (1936–2024), deutscher Ökonom
- Azza Filali (* 1952), tunesische Autorin
- Lionel Fontagné (* 1958), französischer Ökonom
- Boubé Gado (1944–2015), nigrischer Historiker und Politiker
- Marielle Gallo (* 1949), französische Politikerin
- Emma Gannagé (* 1967), französische Philosophiehistorikerin
- Djibo Hamani (* 1943), nigrischer Historiker
- Annette Haug (* 1977), deutsche klassische Archäologin
- Liêm Hoang-Ngoc (* 1964), französischer Politiker
- Adamou Idé (* 1951), nigrischer Schriftsteller
- Gustavo Jalkh (* 1966), ecuadorianischer Jurist und Politiker
- Maria da Piedade de Jesus (* 1963), angolanische Archäologin und Ministerin
- Anna Joubin-Bret (* 1962), französische Juristin und UN-Beamtin
- Giorgos Kaminis (* 1954), griechischer Verfassungsrechtler und Politiker
- Aïchatou Boulama Kané (* 1955), nigrische Politikerin
- Ingo Kolboom (* 1947), deutscher Politologe, Historiker und Romanist
- Alexandre Lacroix (* 1975), französischer Schriftsteller, Essayist und Journalist
- Ali Lamine Zeine (* 1965), nigrischer Politiker
- Ibrahim Hassane Mayaki (* 1951), nigrischer Politiker
- Andreas Kaplan (* 1977), deutscher Wirtschaftswissenschaftler
- Franz Mayer (* 1968), deutscher Jurist
- Achille Mbembe (* 1957), kamerunischer Politikwissenschaftler
- Yves Mersch (* 1949), luxemburgischer Jurist und Bankmanager
- Aïchatou Mindaoudou (* 1959), nigrische Juristin, Politikerin und Diplomatin
- Gamal El-Din Ahmed Mokhtar (1928–2018), ägyptischer Militärangehöriger und Sportfunktionär
- Arnaud Montebourg (* 1962), französischer Politiker
- Alhousseïni Mouloul (* 1955), nigrischer Jurist, Diplomat und Politiker
- Jean Ping (* 1942), gabunischer Politiker und Diplomat
- Paulo Sérgio Pinheiro (* 1944), brasilianischer Menschenrechtsexperte, Politiker und Diplomat
- Jean Sarkozy (* 1986), französischer Politiker
- Javad Tabatabai (1945–2023), iranischer Jurist und Autor
- Jean-Pierre Thiollet (* 1956), französischer Journalist und Schriftsteller
- José Luís da Cruz Vilaça (* 1944), portugiesischer Rechtswissenschaftler
- Michel Wolter (* 1962), luxemburgischer Politiker
- Manuel Valls (* 1962), französischer Politiker
- Mariliza Xenogiannakopoulou (* 1963), griechische Politikerin